# Aniconisme
L'aniconisme és la pràctica o creença d'evitar o defugir les imatges d'éssers divins, profetes i d'altres personatges religiosos respectats o, en altres manifestacions, d'éssers humans o éssers vius. El terme "no icònic" també es pot utilitzar per descriure l'absència de representacions gràfiques en un sistema particular de creences, sense importar si existeix o no un reglament que les prohibeixi. La mateixa paraula deriva del grec εικων (icon "imatge") amb el prefix privatiu α- i el sufix -ισμος (ismos, que denota un camp semàntic).

## Classificació
L'aniconisme és un cas particular de representació (l'absència d'imatges) que pot arribar fins al tabú (la prohibició d'imatges), que conté mesures per regular aquesta absència.

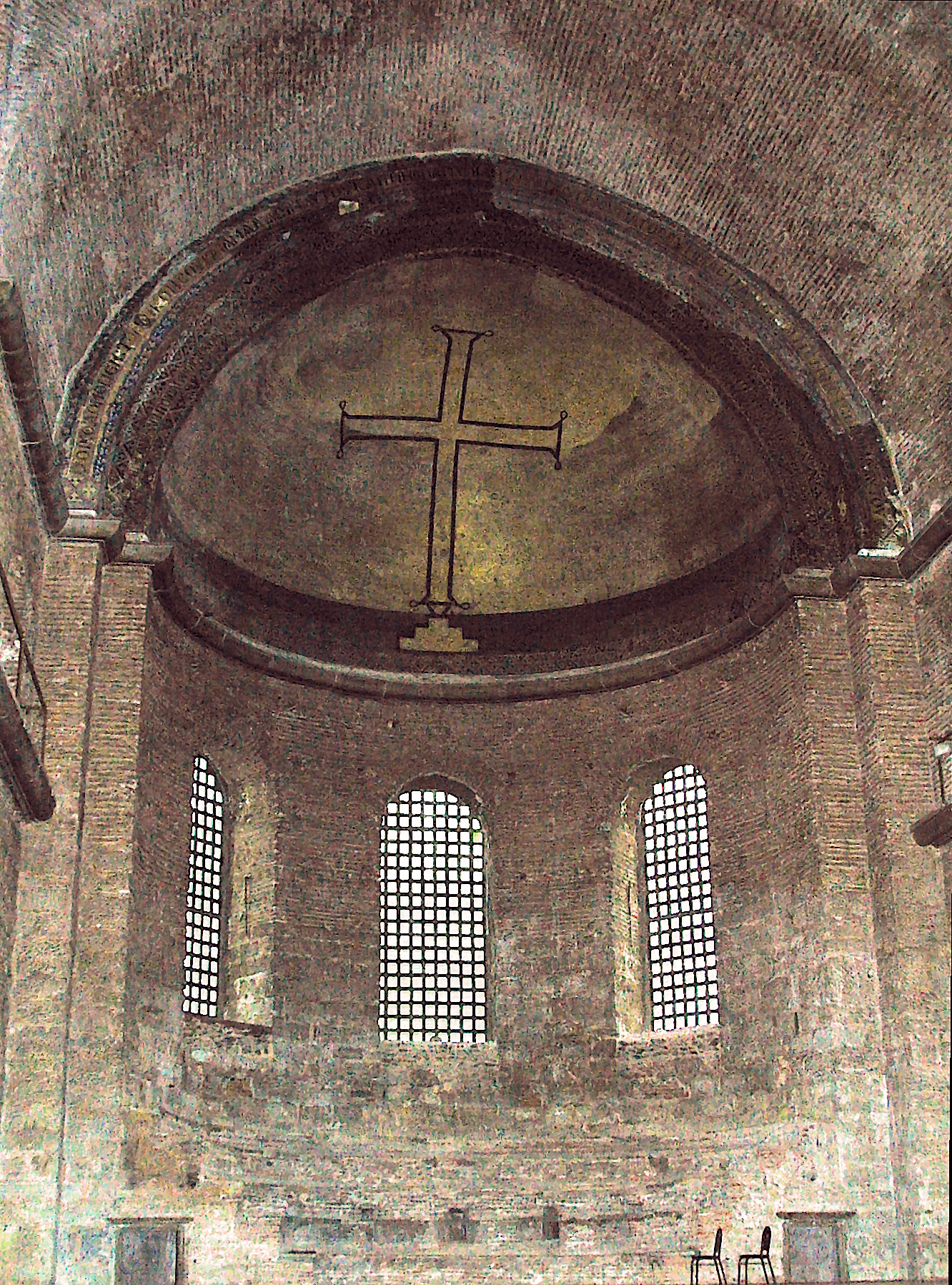
Una creu simple: exemple d'art iconoclasta a l'Església de la Santa Pau de Constantinoble

El rebuig i la repugnància per les imatges s'anomena iconofòbia. Quan es procedeix a la destrucció de les imatges, l'aniconisme esdevé iconoclàstia. Té a veure també amb la censura, que es dona després que es produeixi una representació, però simultàniament a fer-se pública, i que implica en principi menys violència que la iconoclàstia. En l'ús comú dels diferents termes, «aniconisme» se sol emprar per designar l'absència de quadres i estàtues, «tabú» sol aplicar-se als comportaments, «censura» s'aplica generalment a elements escrits o audiovisuals i «iconoclàstia» a la destrucció de pintures i estàtues.

## Objecte
Segons el cas, l'objecte de l'aniconisme pot comprendre únicament Déu o estendre's progressivament a totes les deïtats i personatges sants, a personatges llegendaris i històrics, a tots els éssers humans, als éssers animats i éssers vius, i finalment a tot allò que existeix en el món físic o sobrenatural.
Alguns elements de les persones o objectes sotmesos a l'aniconisme són més sensibles que d'altres quant a llur representació. Entre ells, els ulls i la cara dels éssers humans, com a marcadors de la identitat de l'espècie i l'individu. Els retrats són l'objecte artístic més comú: pràcticament en totes les cultures s'empren màscares com a mitjà per protegir la privacitat o assumir una altra identitat, i la seva representació a vegades s'associa a la retirada del poder, la vida o àdhuc l'ànima dels representats. Sovint s'evita la representació de les parts genitals, generalment per raons morals o estètiques.
Les formes de representació de les que s'ocupa l'aniconisme, en un sentit ampli, no es limiten a elements particulars, per la qual cosa poden abastar representacions visuals, auditives, olorífiques, gustatives o tàctils. Exemples d'aquest sentit són els períodes d'oposició a la música o la crítica i marginalitat social dels actors, gestos del cos i del llenguatge, en nombroses societats pre-modernes. Tanmateix, és més comú veure el terme aplicat a elements materials, bidimensionals (pintura) o tridimensionals (estàtues).
L'aniconisme ha alimentat tot d'aldarulls socials i dany cultural al llarg de la història (per exemple l'iconoclasme romà d'Orient o durant la Reforma Protestant) i continua essent un factor determinant en diferents àmbits socials, des de la religió i la política fins a la ciència i les arts.

## Distribució

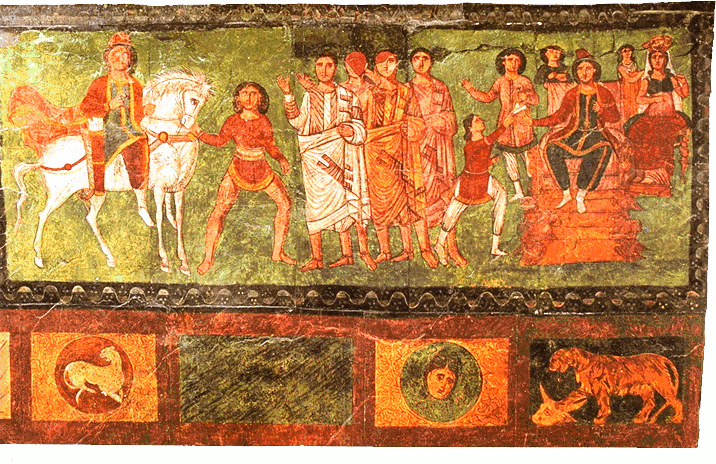
Un exemple rar d'una sinagoga pintada (escenes del Llibre d'Ester, segles III-IV, Imperi Romà d'Orient, Dura Europos, Síria.

L'aniconisme és un fenomen gradual, havent-se manifestat en diverses ocasions en nombroses cultures arreu del món o en la pròpia cultura diverses vegades durant la seva història. Generalment es limita a les circumstàncies específiques d'espai (per exemple poden no trobar-se imatges figuratives a l'interior de les mesquites, però si fora a les parets), temps (les sinagogues en general no estan pintades, però la més antiga que es conserva, la Sinagoga Dura Europos de Síria, del s. III-IV, sí que té pintures), objecte (a Àfrica, el Déu Altíssim no té cap estàtua o pintura, però les deïtats menors sí que en tenen) o modalitat. La intensitat de l'aniconisme es caracteritza per la periodicitat; per exemple, l'alternança entre períodes d'iconoclàstia i d'abundància d'imatges, com en el cristianisme.

## Art
L'art religiós i art amb referències religioses és una part substancial de la producció artística de la humanitat. Com tal, l'aniconisme religiós, es presenta freqüentment a l'art profà, com una característica quantitativa de la quantitat d'informació present alsobjectes. Els extrems per exemple, van des d'ell rococó del segle xviii fins a l'art minimalista del segle xx, o entre el disseny finlandès (que es podria denominar «zen») i l'exuberància hippy. Amb relació a l'art islàmic, el terme aniconisme sembla haver estat encunyació d'Oleg Grabar, al Postscriptum de 1987 a la seva obra The Formation of Islamic Art.